# MERS-CoV
MERS-CoV (englisch Middle East respiratory syndrome-related coronavirus; Spezies Betacoronavirus cameli) ist eine im Jahr 2012 erstmals identifiziertes Virus aus der Familie Coronaviridae, das beim Menschen eine schwere Infektion der Atemwege, Lungenentzündung und Nierenversagen verursachen kann. Bislang hatten alle Infektionen ihren Ursprung auf der Arabischen Halbinsel mit Schwerpunkt in Saudi-Arabien. Die den Gesundheitsbehörden bekannt gewordenen Erkrankungen verliefen meist schwer und oft tödlich; jedoch ist nicht bekannt, welcher Anteil der infizierten Personen eine Erkrankung entwickelt. Aufgrund des bisherigen epidemiologischen Musters der Ausbreitung ist davon auszugehen, dass das MERS-CoV nur schwer von Mensch zu Mensch übertragen wird und dass die primären Wirtsorganismen wahrscheinlich Fledertiere sind, von denen es – über Dromedare als Zwischenwirt – sporadisch auf Menschen übertragen wird.
Bislang existiert keine erprobte und sichere antivirale Therapie. Die Behandlung der Erkrankten beschränkt sich daher auf die Linderung der Symptome. Reisewarnungen oder Handelsbeschränkungen werden von der WHO nicht befürwortet (Stand: Mai 2022).
Eine offizielle eingedeutschte Bezeichnung existiert bislang weder für das Virus noch für das Krankheitsbild; wörtlich übersetzt steht die Abkürzung MERS-CoV für „Nahost-Atemwegssyndrom-Coronavirus“. Das Akronym MERS-CoV wurde der Benennung des verwandten Virus SARS-CoV – Erreger des schweren akuten Atemwegssyndroms (SARS) – nachempfunden.

## Entdeckung
Im Juni 2012 starb ein Patient in London an einer akuten, schweren Atemwegserkrankung, der mit diesen respiratorischen Symptomen aus seiner Heimatstadt Dschidda in Saudi-Arabien zur intensivmedizinischen Behandlung nach Großbritannien verlegt worden war. Zusätzlich trat bei ihm in einem sehr frühen Erkrankungsstadium ein akutes Nierenversagen auf. Eine uncharakteristische Form einer Lungenentzündung (atypische Pneumonie) ließ unter anderem eine Virusinfektion vermuten. Nachdem alle üblichen virologischen Nachweisverfahren für bekannte respiratorische Viren ohne Ergebnis geblieben waren, konnte bei der Suche mit nicht spezies-spezifischen Methoden (Pan-Corona-PCR), die schon bei der Identifizierung des SARS-Coronavirus 2002 entwickelt wurden, ein Genabschnitt eines bis dahin unbekannten Coronavirus nachgewiesen werden.
Anfang September 2012 erkrankte in Katar ein weiterer Patient an einer schweren, respiratorischen Infektion und einem zusätzlichen akuten Nierenversagen. Auch dieser Patient wurde zur Weiterbehandlung nach London verlegt. Er hatte sich kurz vor Auftreten der ersten Symptome in Saudi-Arabien aufgehalten. Bei diesem Patienten konnte das im Juni 2012 erstmals gefundene Virus ebenfalls identifiziert werden. Die sequenzierten Genfragmente der von diesen beiden Patienten im Abstand von drei Monaten isolierten Viren stimmten fast überein, so dass von einem in der menschlichen Population neu aufgetretenen Coronavirus ausgegangen wurde. Aufgrund der Sequenzähnlichkeit wurde das neu aufgetretene Virus vorläufig der Gattung Betacoronavirus (jetzt HCoV-EMC, EMC: Erasmus Medical Center) zugeordnet.
Bis Ende November 2012 waren neun Erkrankungsfälle mit dem neuen Virus bekannt, die alle ihren Ursprung auf der Arabischen Halbinsel (Saudi-Arabien fünf Fälle, Katar zwei) oder im Nahen Osten (Jordanien ebenfalls zwei) hatten; von den neun Erkrankten waren bis dahin fünf verstorben. Die beiden erkannten Fälle aus Jordanien entstammen einer Gruppe von Lungenentzündungen aus dem April 2012, die anhand aufbewahrter Proben nachträglich im Konsiliarlabor der Weltgesundheitsorganisation (WHO) in Kairo identifiziert wurden. Beide Patienten waren im Frühjahr 2012 erkrankt und kurz darauf an der Lungenentzündung verstorben.
Anfang Juli 2013 berief die Weltgesundheitsorganisation (WHO) „als Folge der wachsenden internationalen Besorgnis über MERS-CoV“ den Notfallausschuss (Emergency Committee) aus Wissenschaftlern unterschiedlicher Fachrichtungen ein, welcher der WHO-Generaldirektion beratend zur Seite steht. Eine gesundheitliche Notlage internationaler Tragweite wurde aber von der WHO nicht festgestellt; MERS-CoV wird vielmehr (Stand: Juni 2022) nur als „Priority Disease“ eingestuft, als eine Krankheit, deren Erforschung und Entwicklung von Medikamenten höchste Priorität eingeräumt werden muss.

## Systematik
MERS-CoV wurde auf der Basis von Sequenzvergleichen der viralen Genome vorläufig als unklassifizierte Spezies der Gattung Betacoronavirus zugeordnet. Innerhalb der Gattung zeigt es eine enge Verwandtschaft zu zwei anderen Coronaviren bei Fledermäusen, dem BatCoV-HKU5 und BatCoV-HKU4. Diese gehören zum sogenannten Cluster 2c innerhalb der Gattung. Von den humanpathogenen Betacoronaviren SARS-CoV, HCoV-OC43 und HCoV-HKU1 ist es auf der Ebene der Genomsequenz deutlich verschieden. Bislang wird innerhalb der Spezies MERS-CoV das Isolat „Betacoronavirus England 1“ beschrieben.
Zunächst wurde das Virus als Humanes Betacoronavirus 2c EMC/2012 (HCoV-EMC), als Humanes Coronavirus EMC und auch als „Neues Coronavirus“ (NCoV) bezeichnet. Die Coronavirus Study Group des International Committee on Taxonomy of Viruses (ICTV) gab schließlich am 15. Mai 2013 bekannt, dass die offizielle Bezeichnung des Virus Middle East respiratory syndrome coronavirus (MERS-CoV) lautet.
Die Speziesbezeichnung wurde inzwischen vom ICTV als Betacoronavirus cameli vorgegeben. Das Virus ist eng verwandt mit dem Zwergfledermaus-Coronavirus HKU5 (auch Pipistrelli-Fledermauscoronavirus HKU5, Spezies Betacoronavirus pipistrelli), ein Überspringen dieses Virus auf dem Menschen (Zoonose, englisch zoonotic spillover) ist eine potentielle Gefahr.

## Krankheitsentstehung
Das Betacoronavirus besitzt auf seiner Oberfläche ein Protein mit der englischen Bezeichnung spike (Stachel), womit es an das auf menschlichen Lungenzellen befindliche Protein Dipeptidylpeptidase 4 (DPP4) andockt. Wie fest sich das Virus an diesen Rezeptor bindet, entscheidet darüber, ob das Virus anschließend in die betreffende Zelle eindringen und sie damit infizieren kann.
Forscher des National Institute of Health in Hamilton (Montana) fanden durch Studien an Rhesusaffen heraus, dass das Virus sich offenbar nur in bestimmten Zellen tief in der Lunge vermehrt. Dies könnte sowohl eine Erklärung für die Schwere der Erkrankungen als auch für die geringe Übertragbarkeit der Viren von Mensch zu Mensch sein.
In Analogie zu anderen Coronaviren und respiratorischen Viren galt es nach Entdeckung der ersten Erkrankungen als sehr wahrscheinlich, dass MERS-CoV ebenfalls durch Tröpfcheninfektion und durch Schmierinfektion übertragen wird. Dabei sind respiratorische Sekrete aus der Nase und dem oberen Atemtrakt von Infizierten bedeutsam, die durch Sprechen, Niesen, Husten und davon verunreinigte Hände weitergegeben werden. Bei einem in Deutschland behandelten Erkrankten aus Abu Dhabi wurden diese Vermutungen schließlich bestätigt: Die größte Virenlast wurde in den unteren Atemwegen des Patienten nachgewiesen, geringere Erregermengen fanden die Ärzte im Urin und im Stuhl; der Patient war in München im März 2013 nach Lungenentzündung und Nierenversagen an einer Blutvergiftung und an Multiorganversagen gestorben.
Fragmente von Viruserbgut wurden auch in der Luft eines Stalles nachgewiesen, in dem sich infizierte Dromedare aufgehalten hatten. Die Fragmente waren sowohl identisch mit Virusproben aus den infizierten Dromedaren als auch mit Virusproben des mit MERS-CoV infizierten Stallbesitzers.
Die Inkubationszeit beträgt meist weniger als eine Woche, beobachtet wurden jedoch auch Einzelfälle von neun bis zwölf Tagen.
Menschen mit erheblichen Vorerkrankungen wie Diabetes mellitus oder chronisch obstruktiver Lungenerkrankung, mit Immundefekten oder zurückliegendem Nierenversagen wird von der Weltgesundheitsorganisation empfohlen, sich von Kamelen fernzuhalten, keine Kamel-Rohmilch zu trinken und auch andere möglicherweise durch Kamele kontaminierte Nahrung zu meiden.
Coronaviren werden bereits durch Seife und andere Detergenzien, zum Beispiel beim Händewaschen oder beim Waschen der Kleidung, inaktiviert.

## Tierisches Reservoir

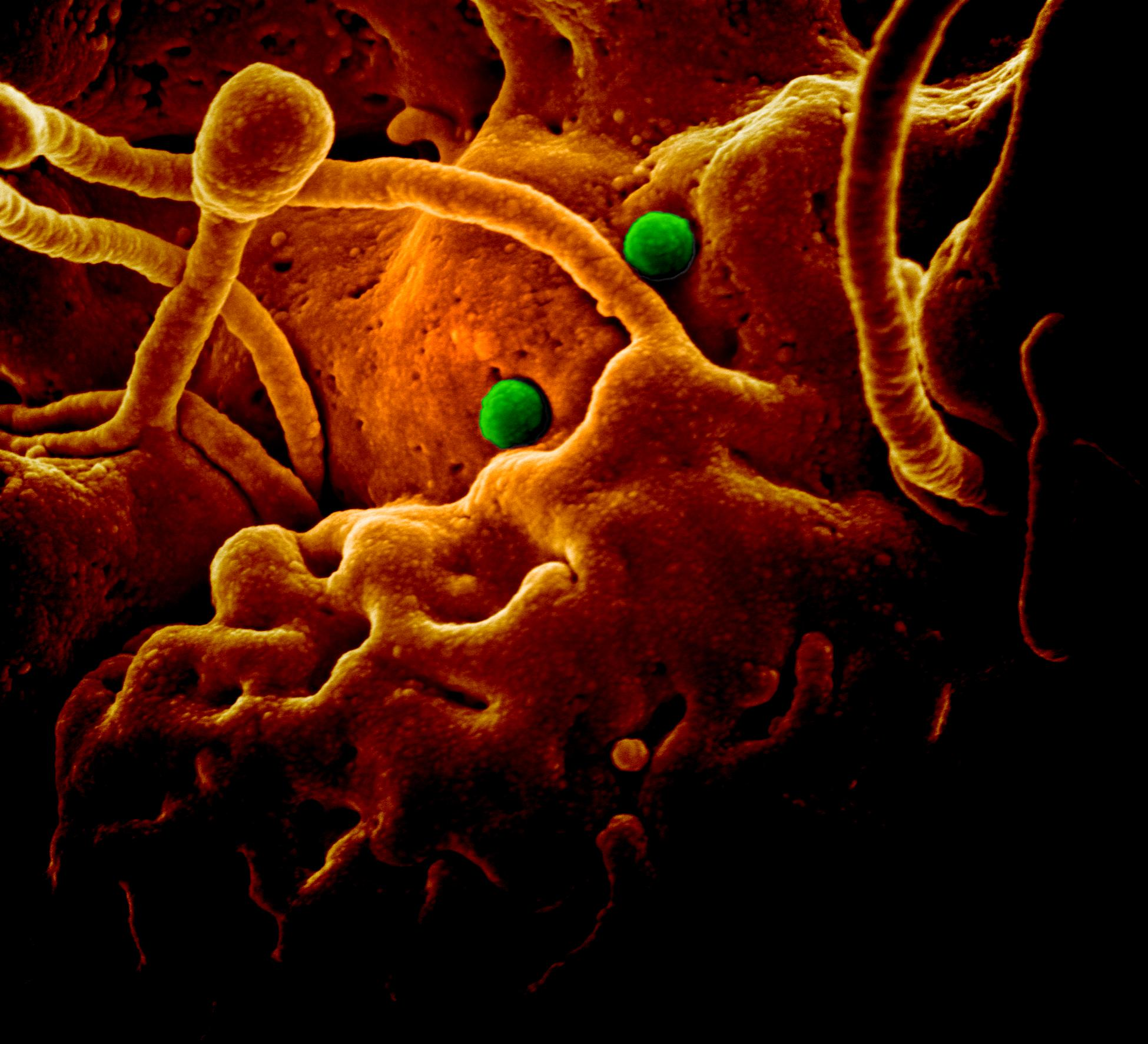
MERS-CoV-Partikel (grün angefärbt) auf Epithelzellen eines Kamels

Aus den im Jahr 2012 beobachteten Fällen, die untereinander mit großem zeitlichen Abstand zwischen den Erkrankungen auffielen und meist keine Erkrankungsfälle bei unmittelbaren Kontaktpersonen der Erkrankten zur Folge hatten, konnte man folgern, dass das MERS-CoV nicht sehr effizient von Mensch zu Mensch übertragen wird und dass sehr wahrscheinlich ein auf der Arabischen Halbinsel befindliches tierisches Erregerreservoir existiert, von dem die sporadischen Fälle ausgehen. Tierische Reservoirs wie beispielsweise Fledertiere sind sehr typisch für Coronaviren, allerdings gilt es als unwahrscheinlich, dass die Übertragung der Viren unmittelbar von Fledertieren auf Menschen erfolgt. Als wahrscheinlichste Reservoirwirte und Vektoren wurden Dromedare benannt. Bei Untersuchung von Dromedar-Serumproben aus Saudi-Arabien, die ab 1983 archiviert gelagert wurden, konnten spezifische MERS-CoV-Antikörper nachgewiesen werden, während sie in den Beständen domestizierter Ziegen und Schafe nicht nachweisbar waren. Bei der Untersuchung von gegenwärtigen Dromedarbeständen wurden im Jahr 2013, abhängig von den untersuchten Herden, in bis zu 74 % der Tiere spezifische Antikörper nachgewiesen. In Kamelen verläuft die Infektion mild mit Symptomen wie erhöhter Temperatur und Schnupfen.
Schließlich gelang auch der direkte Virusnachweis mit Hilfe der Polymerase-Kettenreaktion (PCR). Eine besonders hohe Viruskonzentration wurde in Abstrichen der Nasenschleimhaut nachgewiesen: Die in Oman und Katar untersuchten Dromedare trugen unterscheidbare Virusvarianten in sich, und diese lokalen Varianten waren jeweils weitgehend identisch mit den im gleichen Gebiet bei infizierten Menschen umlaufenden Varianten. Auch in Kuwait wurden die Viren in Kamelbeständen per PCR nachgewiesen, ferner im Iran aus dem Nasenabstrich von Kamelen, die illegal aus Pakistan in den Iran exportiert worden waren.
Akut erkranken vor allem junge Dromedare, die jeweils nur wenige Tage ansteckend sind. Daraus wurde geschlossen, dass von Kamelen unter zwei Jahren ein besonders hohes Ansteckungsrisiko ausgeht.
Ein Vergleich der RNA-Nukleotidsequenz von MERS-Viren mit der Nukleotidsequenz des MERS-ähnlichen Virus HKU4 aus Fledermäusen – das nicht auf den Menschen überzugehen vermag – ergab, dass nur zwei Mutationen nötig sind, um das MERS-ähnliche Fledermaus-Virus infektiös für den Menschen zu machen. Bis 2019 wurde MERS-CoV allerdings nur in Kamelen und in keinen anderen tierischen Wirten nachgewiesen.

## Verbreitung

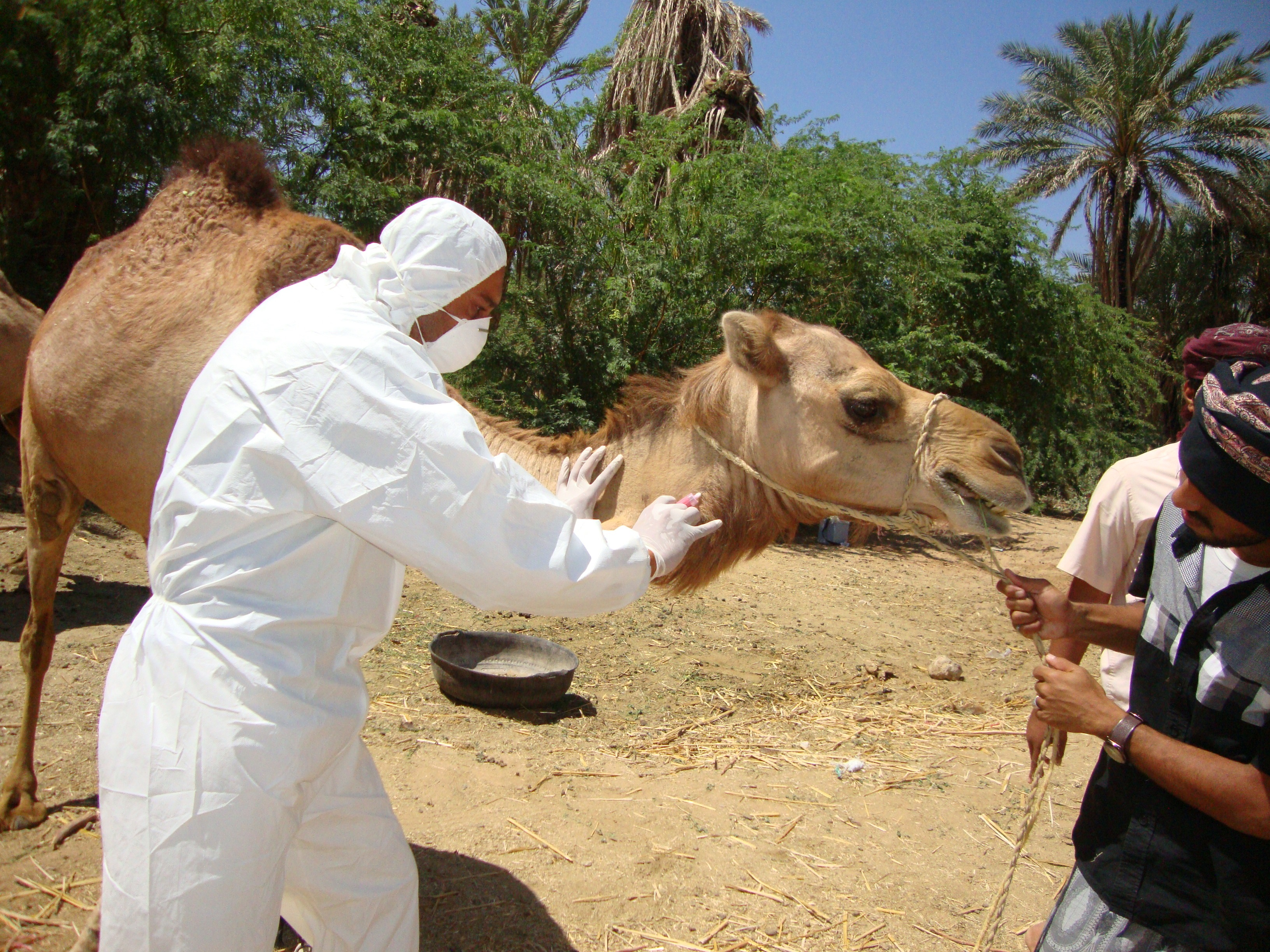
Veterinärmedizinische Untersuchung

### Infektionsgeschehen zwischen 2012 und 2015
Die im Jahr 2012 erfassten neun MERS-CoV-Erkrankten, von denen fünf an einer Lungenentzündung gestorben waren, führten dazu, dass die Weltgesundheitsorganisation Mitte 2013 einen Notfallausschuss (Emergency Committee) aus Wissenschaftlern unterschiedlicher Fachrichtungen einberief, denn bis Ende März 2013 waren der Weltgesundheitsorganisation insgesamt 17 Erkrankungen bekannt geworden, darunter elf Todesfälle und zwei nachgewiesene Mensch-zu-Mensch-Übertragungen; das Virus war nach engem Kontakt zu einer infizierten Person auf Kontaktpersonen übertragen worden, bei denen gleichzeitig eine Immundefizienz aufgrund einer anderen nicht infektiösen Erkrankung – und damit eine verringerte Infektabwehr – bestand. Ende Mai 2013 lagen der WHO Berichte über 50 Erkrankte vor, von denen 30 verstorben waren; infiziert hatten sich die Erkrankten vor allem in Saudi-Arabien, aber auch in Jordanien, Katar und in den Vereinigten Arabischen Emiraten, ferner traten in Frankreich, Italien, Tunesien und im Vereinigten Königreich weitere Mensch-zu-Mensch-Übertragungen auf. Diese Übertragungen vom Erstinfizierten (Indexpatienten) auf Kontaktpersonen (Erstpassagen) fanden bei Familienmitgliedern, Arbeitskollegen oder im Krankenhaus statt, es kam jedoch nicht zur Weitergabe der Erreger von den infizierten Kontaktpersonen auf weitere Personen in deren sozialem Umfeld (Zweitpassagen).
In der Folgezeit wurden der WHO zahlreiche weitere Infektionen gemeldet. Ende März 2014 lagen bereits Berichte über 206 Erkrankte vor, von denen 86 verstorben waren. Wiederholt kam es – wie zu Beginn der Epidemie im Jahr 2012 – auch außerhalb der Arabischen Halbinsel zum Nachweis von Infektionen, die Erkrankten hatten sich jedoch zumeist dort infiziert. Im April 2014 war es zudem in mehreren Krankenhäusern Saudi-Arabiens zu massiven Übergängen der Viren von Patienten auf Pflegepersonal und Ärzte gekommen. Dies hatte unter anderem zur Folge, dass der saudische Gesundheitsminister entlassen wurde; ihm wurde eine Verharmlosung des Infektionsgeschehens vorgeworfen. Die Häufung der Infektionen in Dschidda und Riad wurde später auf unzureichende Hygienemaßnahmen in den Krankenhäusern zurückgeführt. Ende März 2015 lagen der WHO Berichte über 1102 Erkrankte vor, von denen 416 verstorben waren.

Anzahl der registrierten MERS-Fälle zwischen Mai und Juli 2015 in Südkorea.
gelb: Erkrankte in Behandlung
rot: verstorbene Personen
blau: geheilte Infizierte

Zwischen Mitte Mai und Mitte Juli 2015 erkrankten in Südkorea – laut WHO vom 21. Juli 2015 – mindestens 186 Personen (von denen 36 starben), nachdem der Indexpatient dieses Ausbruchs von der Arabischen Halbinsel in seine Heimat zurückgekehrt war und dort mehrere Hospitäler aufgesucht hatte; einer der Erkrankten, der in Korea engen Kontakt zum Indexpatienten gehabt und gegen ärztlichen Rat das Land verlassen hatte, entwickelte die Symptome der Infektion in der Volksrepublik China. Unter den in Korea erkrankten Personen waren mindestens zwei, die keinen Kontakt zum Indexpatienten gehabt hatten; dies waren die ersten beobachteten Mensch-zu-Mensch-zu-Mensch-Übertragungen (Zweitpassagen) der Viren. Das Infektionsgeschehen in Korea war begrenzt auf Krankenhäuser, das heißt auf Übertragungen von den Patienten auf enge Verwandte, auf Bettnachbarn und auf medizinisches Personal, da die Ärzte – laut WHO – die ersten Viruserkrankungen zu spät erkannt hatten, woraufhin die Viren sich insbesondere aufgrund hygienischer Mängel in den beiden Krankenhäusern verbreiten konnten.

### Infektionsgeschehen seit 2016

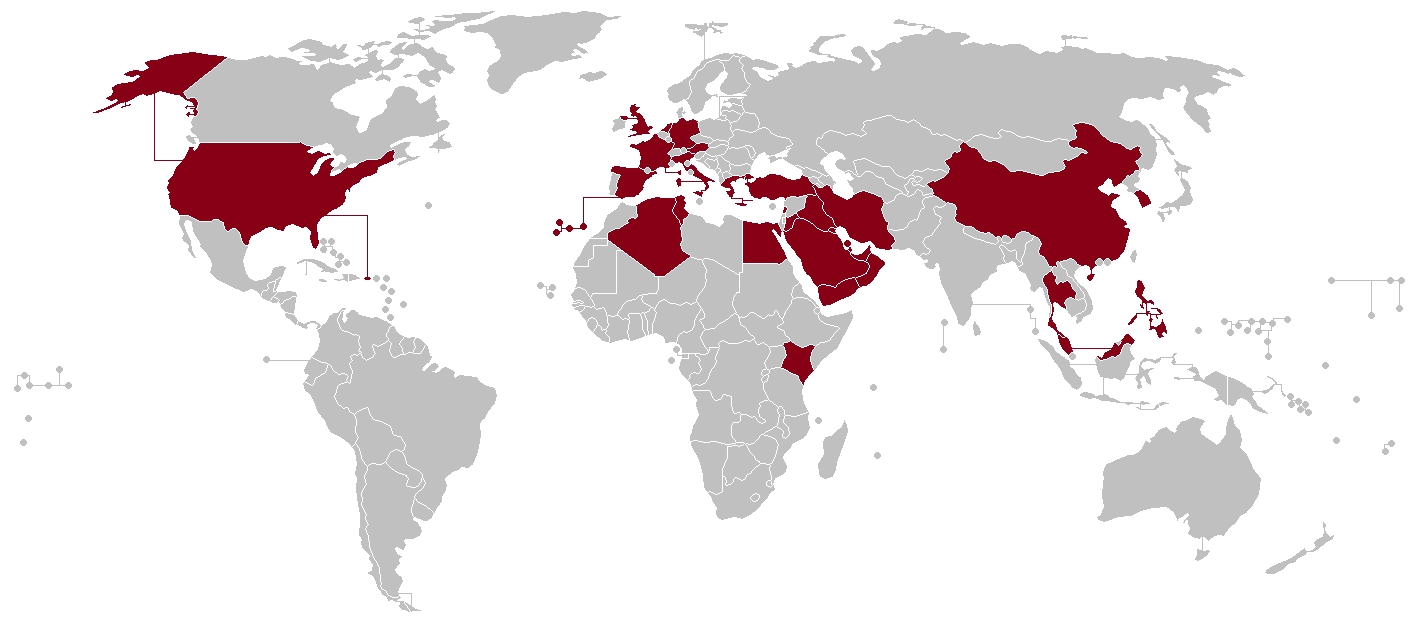
Bestätigte Fälle von MERS-CoV (Stand: November 2024)

Mit Stand vom 23. März 2016 berichtete die WHO über 1698 Erkrankte, von denen mindestens 609 verstorben waren. Die Auswertung von Blutproben symptomfreier Einwohner von Saudi-Arabien hatte bereits im Frühjahr 2015 Hinweise darauf ergeben, dass allein in diesem Land mehrere zehntausend Menschen mit den MERS-Viren infiziert wurden, ohne dass dieser Infektion eine spürbare Erkrankung folgte. Experten gingen daher davon aus, dass der starke Anstieg der registrierten Fallzahlen zumindest teilweise darauf zurückzuführen sei, dass die Anzahl der Virustests in Saudi-Arabien seit April 2014 erheblich gesteigert worden war.
Anders als in den Vorjahren entwickelte sich das Infektionsgeschehen ab 2016 etwas moderater. Für 2016 und 2017 wurden weltweit jeweils 244 Fälle gemeldet. Mit Stand vom 21. September 2016 berichtete die WHO über 1806 Erkrankte, von denen mindestens 643 verstorben waren; bis zum 2. Dezember 2016 erhöhte sich die Anzahl der Erkrankten auf 1841, die Anzahl der Verstorbenen auf mindestens 652 Personen. Auch danach gab es – vor allem in Saudi-Arabien – wiederholt lokale Ausbrüche, die auf weiterhin unzureichende Hygienemaßnahmen in einem Krankenhaus in Riad schließen ließen, so dass der WHO bis zum 19. Juni 2017 insgesamt 2029 Infektionen und mindestens 704 Todesfälle gemeldet wurden. Am 9. Oktober 2017 waren der WHO 2090 Erkrankte bekannt, von denen 730 die Infektion nicht überlebten; unter diesen Neuerkrankungen befanden sich erneut auch mehrere Dutzend Mitarbeiter des saudischen Gesundheitsdienstes. In den folgenden Monaten kam es u. a. erneut zu zwei Ausbrüchen in saudi-arabischen Krankenhäusern, so dass bis 31. August 2018 insgesamt 2241 Infektionen der WHO gemeldet wurden (davon 1865 aus Saudi-Arabien) und insgesamt 795 durch MERS-CoV verursachte Todesfälle.
Für 2018 wurden insgesamt 149 Neuerkrankungen aus fünf Ländern berichtet. Auch in den folgenden Jahren wurden der WHO vereinzelte Neuerkrankungen gemeldet, Ende November 2019 waren 2494 Erkrankungen bekannt, von denen 858 zum Tode führten, bis Ende 2020 hatten sich die gemeldeten Fallzahlen auf 2566 Erkrankungen und 882 Todesfälle erhöht.
Bis Mai 2024 waren der WHO 2613 Erkrankungen bekannt, von denen 943 zum Tode führten.
| Zeitraum  | Fälle (insgesamt) | Todesfälle (insgesamt) |
| --------- | ----------------- | ---------------------- |
| 2021–2024 | 2613              | 943                    |
| 2016–2021 | 2583              | 889                    |
| 2012–2016 | 1786              | 681                    |

## Erkrankung
Die Erkrankung (MERS, Middle East respiratory syndrome) zeigt sich zu Beginn oft mit Fieber, Husten, Auswurf und Atemnot. Das Robert Koch-Institut beschreibt den typischen Krankheitsverlauf wie folgt: „Die Inkubationszeit beträgt 2–14 Tage. Eine Infektion kann asymptomatisch oder mild verlaufen, aber auch zu schweren Erkrankungen führen. Bei schweren Verläufen kann sich eine Pneumonie entwickeln, die in ein akutes Atemnotsyndrom übergehen kann. Ein häufiges Begleitsymptom ist Durchfall; außerdem kann es zu Nierenversagen kommen. Schwere Verläufe treten überwiegend bei Menschen mit chronischen Vorerkrankungen auf, wie z. B. Diabetes, Herzerkrankungen, chronische Nieren- oder Lungenerkrankungen.“ Durch eine Lungenentzündung kann sich der Zustand des Patienten so verschlechtern, dass eine Behandlung auf der Intensivstation notwendig wird. Es gibt auch Personen, bei denen sich eine frühere Infektion nachweisen lässt, aber eine Erkrankung nicht aufgetreten ist.
Ob sich das Virus aufgrund häufiger Wirtspassagen im Menschen hin zu einer effektiveren Übertragung entwickeln kann und sich somit an den Menschen als neuen Wirt anpasst, ist derzeit ungeklärt. Allerdings hatte sich die WHO bereits im April 2014 „besorgt“ über die damals stetig steigende Anzahl der Infektionen geäußert, bei denen es sich zu 75 Prozent um Übertragungen von Mensch zu Mensch gehandelt habe. Tatsächlich wurden inzwischen MERS-CoV–Varianten nachgewiesen, die sich sowohl in Kamelen als auch im Menschen und in Zellkulturen unterschiedlich rasch vermehren.

## Virusnachweis und Therapie beim Menschen
Testverfahren zum direkten Nachweis einer Coronavirus-Infektion beim Menschen, die bislang in virologischen Laboren zur Routine bei respiratorischen Infektionen zum Teil eingesetzt werden, erfassen das MERS-CoV nicht. Ausgehend von den bisher bekannten Genomsequenzen ist in spezialisierten Laboren der virologischen Institute ein MERS-CoV-spezifischer, direkter Erregernachweis mittels Polymerase-Kettenreaktion aus Rachenabstrichen, vorzugsweise jedoch aus BAL-Flüssigkeit (Proben aus der Lunge im Rahmen einer Bronchoskopie) möglich. Zielsequenzen des MERS-CoV-spezifischen RNA-Nachweises sind Genabschnitte vor dem Gen für das Hüllprotein E (upstream E) und dem ORF-1b-Gen.
Das Virus ist bei der akuten Erkrankung in hoher Konzentration in respiratorischem Probenmaterial nachweisbar, in geringen Konzentrationen findet es sich auch in Blutserum. Eine Anzucht in Zellkulturen ist möglich, hat jedoch keine diagnostische Bedeutung. Serologische Verfahren zum Antikörpernachweis stehen nur eingeschränkt zur Verfügung und haben wie auch bei allen akuten respiratorischen Virusinfektionen keinen Aussagewert bezüglich des spezifischen Infektionsnachweises. Bei MERS-CoV stehen experimentelle Antikörpernachweise als Western Blot oder Immunfluoreszenz-Tests mit Zellkulturen für wissenschaftliche Fragestellungen und zur Beurteilung der Immunantwort zur Verfügung.
Bislang existiert keine erprobte und sichere antivirale Therapie, die Behandlung der Erkrankten beschränkt sich daher auf die Linderung der Symptome. Experimente mit Rhesusaffen, den wichtigsten Modellorganismen für MERS-Infektionen sind, deuteten jedoch darauf hin, dass eine Kombination von Interferon-α2b und Ribavirin die Viruslast senken könnte; beide Wirkstoffe werden seit geraumer Zeit routinemäßig zur Therapie von Hepatitis C eingesetzt. Auch andere bereits als Arzneimittel zugelassene Wirkstoffe wurden auf einen möglichen Zusatznutzen für MERS-Patienten getestet.
An der Entwicklung von Impfstoffen für den Einsatz am Menschen wird in diversen Forschungseinrichtungen seit geraumer Zeit gearbeitet. Auch ein Maus-Modell zur Erprobung einer potentiell antiviralen Therapie wurde bereits 2014 publiziert. 2014 konnte zudem eine In-vitro-Hemmung der Doppelvesikelbildung durch Coronaviren und damit der RNA-Synthese durch die Benzamidverbindung K22 demonstriert werden. Im Maus-Modell erwies sich die passive Immunisierung durch Übertragung von Antikörpern aus infizierten Dromedaren als wirksam. Die Ergebnisse der beiden ersten Phase-I-Studien an geimpften Testpersonen wurden im April 2020 publiziert; im Deutschen Ärzteblatt hieß es: „Beide Impfstoffe haben den Sicherheitstest bestanden. Beide haben eine Immunreaktion erzielt. Ob sie ausreicht, um Menschen vor einer Infektion zu schützen, ist noch unklar.“
Ein an vier Kamelen getesteter Impfstoff, dessen Wirksamkeit Ende 2015 in Science publiziert wurde, verringerte die Ausscheidung von Viren aus dem Nasen- / Rachenraum, ohne jedoch deren Ausscheidung völlig zu unterbinden.

## Meldepflicht
In Deutschland ist der direkte oder indirekte Nachweis des Middle-East-Respiratory-Syndrome-Coronavirus (MERS-CoV) namentlich meldepflichtig nach § 7 des Infektionsschutzgesetzes (IfSG), soweit der Nachweis auf eine akute Infektion hinweist. Diese Meldepflicht für den Erreger betrifft in erster Linie Labore bzw. deren Leitungen (vgl. § 8 IfSG).
In Österreich sind Verdachts-, Erkrankungs- und Todesfälle an MERS-CoV gemäß § 1 Abs. 1 Nummer 1 Epidemiegesetz 1950 anzeigepflichtig. Zur Anzeige verpflichtet sind unter anderen Ärzte und Labore (§ 3 Epidemiegesetz).
In der Schweiz besteht Meldepflicht für Ärzte, Spitäler usw. bei klinischem Verdacht, Veranlassung einer erregerspezifischen Labordiagnostik und epidemiologischem Zusammenhang durch das MERS-Coronavirus. Dies ergibt sich aus dem Epidemiengesetz (EpG) in Verbindung mit der Epidemienverordnung und Anhang 1 der Verordnung des EDI über die Meldung von Beobachtungen übertragbarer Krankheiten des Menschen. Zudem ist der positive und negative laboranalytische Befund zu einem MERS-Coronavirus meldepflichtig und zwar nach dem EpG i. V. m. der Epidemienverordnung und (Anhang 3) der genannten Verordnung des EDI; diese Meldepflicht richtet sich an Laboratorien.

## Belege
1. ↑  ICTV Taxonomy history: Betacoronavirus, ICTV Master Species List 2018b, MSL #34. Februar 2019, abgerufen am 31. Mai 2022.
2. 1 2 3 4  ICTV: ICTV Taxonomy history: Severe acute respiratory syndrome-related coronavirus, EC 51, Berlin, Germany, July 2019; Email ratification March 2020 (MSL #35)
3. ↑  WHO Press Statement Related to the Novel Coronavirus Situation. Auf: who.int vom 12. Mai 2013.
4. ↑  WHO concludes a MERS-CoV risk assessment mission in the United Arab Emirates. Erklärung der Weltgesundheitsorganisation (WHO) vom 6. Juni 2014.
5. ↑  Ziad A. Memish et al.: Middle East Respiratory Syndrome Coronavirus in Bats, Saudi Arabia. In: Emerging Infectious Diseases. Band 19, Nr. 11, 2013; doi:10.3201/eid1911.131172 (englisch)
6. ↑  Ndapewa Laudika Ithete et al.: Close Relative of Human Middle East Respiratory Syndrome Coronavirus in Bat, South Africa. In: Emerging Infectious Diseases. Band 19, Nr. 10, 2013; doi:10.3201/eid1910.130946 (englisch).
 Johannes Seiler: Stammt das „MERS-Coronavirus“ aus Afrika? Rheinische Friedrich-Wilhelms-Universität Bonn, Pressemitteilung vom 24. Juli 2013 beim Informationsdienst Wissenschaft (idw-online.de), abgerufen am 31. Mai 2022.
7. ↑  Jamal S. M. Sabir et al.: Co-circulation of three camel coronavirus species and recombination of MERS-CoVs in Saudi Arabia. In: Science, Band 351, Nr. 6268, 2016, S. 81–84; doi:10.1126/science.aac8608 (englisch).
8. ↑  Chantal BEM Reusken et al.: Middle East respiratory syndrome coronavirus neutralising serum antibodies in dromedary camels: a comparative serological study. In: The Lancet Infectious Diseases. Band 13, Nr. 10, 2013, S. 859–866; doi:10.1016/S1473-3099(13)70164-6 (englisch). Dazu:
Klaus Herkenrath: Dromedare als Übertragungsquelle für gefährliche Virusinfektion unter Verdacht. Rheinische Friedrich-Wilhelms-Universität Bonn, Pressemitteilung vom 9. August 2013 beim Informationsdienst Wissenschaft (idw-online.de), abgerufen am 31. Mai 2022.
vergl. aber auch: Kai Kupferschmidt: Researchers Scramble to Understand Camel Connection to MERS. In: Science. Band 341, Nr. 6147, 2013, S  702, doi:10.1126/science.341.6147.702 (englisch).
9. ↑  Kai Kupferschmidt: The Camel Connection. In: Science, Band 343, Nr. 6178, 2014, S. 1422–1425; doi:10.1126/science.343.6178.1422 (englisch).
10. ↑  Middle East respiratory syndrome coronavirus (MERS-CoV). Auf: who.int vom 11. März 2019, zuletzt abgerufen am 31. Mai 2022.
11. ↑  Christian Drosten et al.: Identification of a novel coronavirus in patients with severe acute respiratory syndrome. In: The New England Journal of Medicine, Band 348, 2013, S. 1967–1976; doi:10.1056/NEJMoa030747, PMID 12690091 (englisch).
12. ↑  WHO: Background and summary of novel coronavirus infection – as of 30 November 2012. (Memento vom 13. Januar 2013 im Internet Archive). Im Original publiziert auf who.int vom 30. November 2013.
13. ↑  WHO to convene emergency committee on MERS-CoV. Auf: euro.who.int vom 8. Juli 2013.
14. ↑  WHO statement on the Sixth Meeting of the IHR Emergency Committee concerning MERS-CoV. Sachstandsbericht des WHO Emergency Committee vom 17. Juni 2014.
15. ↑  Wie gefährlich ist das Virus aus Saudi-Arabien? Auf: stern.de vom 9. März 2015.
16. ↑  MERS-CoV – Qatar. Auf: who.int vom 12. März 2020.
17. ↑  Prioritizing diseases for research and development in emergency contexts. Auf: who.int, zuletzt abgerufen am 31. Mai 2022.
18. ↑  Ali M. Zaki et al.: Isolation of a novel coronavirus from a man with pneumonia in Saudi Arabia. In: New England Journal of Medicine, Band 367, Nr. 19, 2012, S. 1814–1820; doi:10.1056/NEJMoa1211721 (Volltext, PDF; 556 kB), PMID 23075143 (englisch).
19. ↑  Raoul J. de Groot et al.: Middle East Respiratory Syndrome Coronavirus (MERS-CoV); Announcement of the Coronavirus Study Group. In: Journal of Virology. Band 87, Nr. 14, 2013, S. 7790–7792; doi:10.1128/JVI.01244-13 (englisch).
 vgl. dazu die Fußnote in: Novel coronavirus infection – update (Middle East respiratory syndrome- coronavirus). (Memento vom 8. Juli 2013 im Internet Archive). Im Original publiziert auf who.int vom 23. Mai 2013.
20. ↑  ICTV: Virus Metadata Resource (VMR).
21. ↑  
Jin Zhao, Wenbo Wan, Kang Yu, Philippe Lemey, John H.-O. Pettersson, Yuhai Bi, Meng Lu, Xinxin Li, Zhuohang Chen, Mengdi Zheng, Ge Yan, JianJun Dai, Yuxing Li, Ayidana Haerheng, Na He, Changchun Tu, Marc A. Suchard, Edward C. Holmes, Wan-Ting He, Shuo Su: Farmed fur animals harbour viruses with zoonotic spillover potential. In: Nature, 4. September 2024; doi:10.1038/s41586-024-07901-3 (englisch). Dazu:
  - Brutstätte für Krankheitserreger: 125 Virusarten auf Pelzfarmen in China entdeckt. Auf: n-tv.de vom 5. September 2024.
  - Zoonoserisiko – Neue Virusarten in Pelztierfarmen gefunden. Auf: orf.at vom 5. September 2025.
22. ↑  V. Stalin Raj et al.: Dipeptidyl peptidase 4 is a functional receptor for the emerging human coronavirus-EMC. In: Nature, Band 495, Nr. 7440, 2013, S. 251–254; doi:10.1038/nature12005, PMID 23486063 (englisch).
23. ↑  Emmie de Wit et al.: Middle East respiratory syndrome coronavirus (MERS-CoV) causes transient lower respiratory tract infection in rhesus macaques. In: PNAS, Band 110, Nr. 41, 2013, S. 16598–16603; doi:10.1073/pnas.1310744110 (englisch).
24. ↑  Santiago Barreda et al.: Aerosol emission and superemission during human speech increase with voice loudness. In: Scientific Reports. Band 9, Artikel Nr. 2348, 2019; doi:10.1038/s41598-019-38808-z (englisch).
25. ↑  Christian Drosten et al.: Clinical features and virological analysis of a case of Middle East respiratory syndrome coronavirus infection. In: The Lancet Infectious Diseases, Band 13, Nr. 9, 2013, S. 745–751; doi:10.1016/S1473-3099(13)70154-3 (englisch).
26. ↑  Esam I. Azhar et al.: Detection of the Middle East Respiratory Syndrome Coronavirus Genome in an Air Sample Originating from a Camel Barn Owned by an Infected Patient. In: mBio, Band 5, Nr. 4, 2014, e01450-14; doi:10.1128/mBio.01450-14 (englisch).
27. 1 2   Robert-Koch-Institut (Hrsg.): Epidemiologisches Bulletin. Nr. 31/2013, S. 285, Volltext (PDF; 120 kB).
28. ↑  Update on MERS-CoV transmission from animals to humans, and interim recommendations for at-risk groups. (Memento vom 17. August 2014 im Internet Archive). Im Original publiziert auf who.int vom 13. Juni 2014.
29. ↑  Warum Seife so gut gegen Viren wirkt. Auf: br.de vom 15. Februar 2022.
30. ↑  Abdulaziz N. Alagaili et al.: Middle East Respiratory Syndrome Coronavirus Infection in Dromedary Camels in Saudi Arabia. In: mBio, Band 5, Nr. 2, 2014, e00884-14; doi:10.1128/mBio.00884-14, Volltext online (englisch)
31. ↑  Bart L. Haagmans et al.: Middle East respiratory syndrome coronavirus in dromedary camels: an outbreak investigation. In: The Lancet Infectious Diseases. Band 14, Nr. 2, 2014, S. 140–145; doi:10.1016/S1473-3099(13)70690-X (englisch).
32. 1 2 3  Naif Khalaf Alharbi et al.: Humoral Immunogenicity and Efficacy of a Single Dose of ChAdOx1 MERS Vaccine Candidate in Dromedary Camels. In: Scientific Reports. Band 9, Nr. 16292, 2019; doi:10.1038/s41598-019-52730-4 (englisch).
33. 1 2  Saudi Arabian camels carry MERS virus. Auf: eurekalert.org vom 25. Februar 2014.
34. ↑  Camel with MERS-CoV had signs of illness. Center for Infectious Disease Research and Policy, University of Minnesota, 12. November 2013.
35. ↑  Norbert Nowotny und J. Kolodziejek: Middle East respiratory syndrome coronavirus (MERS-CoV) in dromedary camels, Oman, 2013. In: Eurosurveillance, Band 19, Nr. 16, 2014, Volltext (englisch)
Ministry of Agriculture and Fisheries, Muscat, Oman: Bericht über Virusnachweise in Kamelen vom 5. Januar 2014. (Memento vom 27. Mai 2014 im Internet Archive)
36. ↑  Weltorganisation für Tiergesundheit (OIE) (Memento vom 17. Juni 2014 im Internet Archive): Information received on 11/06/2014 from Dr Hanadi Ghuloom Abdul Rahman Mohammad, Deputy Director General for Animal Health, Animal Health Department, Public Authority for Agriculture Affairs & Fish Resources, Safat, Kuwait.
37. ↑  Weltorganisation für Tiergesundheit (OIE): Immediate notification report (REF OIE 16411) vom 28. Oktober 2014 (PDF). (Memento vom 29. Oktober 2014 im Internet Archive)
38. ↑  Ulrich Wernery et al.: Acute Middle East Respiratory Syndrome Coronavirus Infection in Livestock Dromedaries, Dubai, 2014. In: Emerging Infectious Diseases, Band 21, Nr. 6, 2015; doi:10.3201/eid2106.150038 (englisch).
39. ↑  Yang Yang et al.: Two mutations were critical for bat-to-human transmission of MERS coronavirus. In: Journal of Virology, Band 89, Nr. 13, 2015; doi:10.1128/JVI.01279-15 (englisch). Dazu:
 UMN scientists identify 2 mutations critical for MERS transmission from bats to humans. Auf: eurekalert.org vom 11. Juni 2015.
40. ↑  WHO: Novel coronavirus infection – update. (Memento vom 29. März 2013 im Internet Archive). Im Original publiziert auf who.int vom 26. März 2013.
41. ↑  WHO: Novel coronavirus infection – update. (Memento vom 16. Februar 2013 im Internet Archive). Im Original publiziert auf who.int vom 13. Februar 2013.
 WHO: Novel coronavirus infection – update. (Memento vom 19. Februar 2013 im Internet Archive). Im Original publiziert auf who.int vom 16. Februar 2013.
 Health Protection Agency: Further UK case of novel coronavirus. (Memento vom 16. Februar 2013 im Internet Archive). Im Original publiziert am 13. Februar 2013.
42. ↑  WHO: Middle East respiratory syndrome coronavirus (MERS-CoV) – update. (Memento vom 8. Juli 2013 im Internet Archive). Im Original publiziert auf who.int vom 31. Mai 2013.
43. ↑  WHO: MERS-CoV summary and literature update – as of 20 June 2013. (Memento vom 7. Juni 2013 im Internet Archive). Im Original publiziert auf who.int vom 20. Juni 2013.
44. ↑  WHO: Middle East respiratory syndrome coronavirus (MERS-CoV) – update. (Memento vom 15. April 2014 im Internet Archive). Im Original publiziert auf who.int vom 27. März 2014.
45. ↑  WHO: Middle East respiratory syndrome coronavirus (MERS-CoV) summary and literature update – as of 9 May 2014. (Memento vom 12. Mai 2014 im Internet Archive). Im Original publiziert auf who.int vom 9. Mai 2014.
46. ↑  Saudi hospital head sacked as MERS death toll hits 117. (Memento vom 7. Mai 2014 im Internet Archive). Im Original publiziert auf dailystar.com.lb vom 7. Mai 2014.
47. ↑  Saudi Arabia’s MERS virus outbreak demands transparency. (Memento vom 27. April 2014 im Internet Archive). Im Original publiziert auf washingtonpost.com vom 24. April 2014.
48. ↑  Christian Drosten et al.: An observational, laboratory-based study of outbreaks of MERS-Coronavirus in Jeddah and Riyadh, Kingdom of Saudi Arabia, 2014. In: Clinical Infectious Diseases, Band 60, Nr. 3, 2015, S. 369–377; doi:10.1093/cid/ciu812 (englisch).
49. ↑  Johannes Seiler: Krankenhaus als Quelle für gefährliche Virusinfektion. Rheinische Friedrich-Wilhelms-Universität Bonn, Pressemitteilung vom 17. Oktober 2014 beim Informationsdienst Wissenschaft (idw-online.de), abgerufen am 15. September 2015.
50. ↑  WHO: Middle East respiratory syndrome coronavirus (MERS-CoV) – Saudi Arabia. (Memento vom 15. April 2015 im Internet Archive). Im Original publiziert auf who.int vom 9. April 2015.
51. ↑  WHO: Middle East respiratory syndrome coronavirus (MERS-CoV) – Republic of Korea. (Memento vom 23. Juli 2015 im Internet Archive). Im Original publiziert auf who.int vom 21. Juli 2015.
52. 1 2  WHO: Middle East Respiratory Syndrome Coronavirus (MERS-CoV) in the Republic of Korea. (Memento vom 23. Juli 2015 im Internet Archive). Im Original publiziert auf who.int vom 2. Juni 2015.
53. ↑  South Korea, Saudi Arabia confirm more MERS cases. Auf: cidrap.umn.edu vom 26. Mai 2015.
 South Korean MERS cluster grows; Saudi Arabia reports case. Auf: cidrap.umn.edu vom 28. Mai 2015.
54. ↑  WHO: First confirmed MERS-CoV case in China. (Memento vom 30. Mai 2015 im Internet Archive). Im Original publiziert auf wpro.who.int vom 29. Mai 2015.
 Mersvirus: Erster Fall in China, zwölf Infektionen in Südkorea. Auf: handelsblatt.com vom 29. Mai 2015.
 Mers virus: China tracking nearly 200 for possible infections. Auf: bbc.com vom 29. Mai 2015.
55. ↑  Sixth Mers death in South Korea amid sharp rises in cases. Auf: bbc.com vom 8. Juni 2015.
56. ↑  WHO recommends continuation of strong disease control measures to bring MERS-CoV outbreak in Republic of Korea to an end. (Memento vom 19. Juni 2015 im Internet Archive). Im Original publiziert auf wpro.who.int vom 13. Juni 2015.
57. ↑  WHO: Middle East Respiratory Syndrome coronavirus (MERS-CoV) – Saudi Arabia. (Memento vom 7. Juni 2016 im Internet Archive). Im Original publiziert auf who.int vom 23. März 2016.
58. ↑  Marcel A. Müller et al.: Presence of Middle East respiratory syndrome coronavirus antibodies in Saudi Arabia: a nationwide, cross-sectional, serological study. In: The Lancet Infectious Diseases, Band 15, Nr. 5, 2015, S. 559–564; doi:10.1016/S1473-3099(15)70090-3 (englisch).
59. ↑  MERS: A Virologist's View From Saudi Arabia. Auf: sciencemag.org vom 6. Mai 2014.
60. ↑  Christl A. Donnelly, Mamun R. Malik, Amgad Elkholy, Simon Cauchemez, Maria D. Van Kerkhove: Worldwide Reduction in MERS Cases and Deaths since 2016 – Volume 25, Number 9—September 2019 – Emerging Infectious Diseases journal – CDC. doi:10.3201/eid2509.190143 (cdc.gov [abgerufen am 1. April 2021]).
61. ↑  WHO: Middle East respiratory syndrome coronavirus (MERS-CoV) – Saudi Arabia. (Memento vom 22. September 2016 im Internet Archive). Im Original publiziert auf who.int vom 21. September 2016.
62. ↑  WHO MERS-CoV Global Summary and risk assessment. (Memento vom 6. Februar 2017 im Internet Archive; PDF). Im Original publiziert auf who.int vom 5. Dezember 2016.
63. ↑  WHO: Middle East respiratory syndrome coronavirus (MERS-CoV) – Saudi Arabia. (Memento vom 1. Juli 2017 im Internet Archive). Im Original publiziert auf who.int vom 19. Juni 2017.
64. ↑  WHO: Middle East respiratory syndrome coronavirus (MERS-CoV) – Saudi Arabia. (Memento vom 10. Februar 2018 im Internet Archive). Im Original publiziert auf who.int vom 9. Oktober 2017.
65. ↑  WHO: Middle East respiratory syndrome coronavirus (MERS-CoV) – Saudi Arabia. (Memento vom 1. Juli 2018 im Internet Archive). Im Original publiziert auf who.int vom 18. Juni 2018.
66. ↑  Infectious disease outbreaks reported in the Eastern Mediterranean Region in 2018. Auf: emro.who.int vom 20. Januar 2019.
67. ↑  WHO: MERS situation update, November 2019. (Memento vom 15. Dezember 2019 im Internet Archive). Im Original publiziert auf who.int, November 2019.
68. ↑  WHO: Middle East respiratory syndrome coronavirus (MERS-CoV) – The Kingdom of Saudi Arabia. (Memento vom 2. Februar 2021 im Internet Archive). Im Original publiziert auf who.int vom 1. Februar 2021.
69. ↑  who.int  (engl.) vom 8. Mai 2024, abgerufen am 15. August 2024
70. ↑  who.int  (engl.) vom Dezember 2021, abgerufen am 21. Dezember 2022
71. ↑  who.int (engl.) vom 31. März 2016, abgerufen am 21. Dezember 2022
72. ↑  Informationen des RKI zu MERS-Coronavirus. Auf: rki.de, Stand vom 26. Januar 2024, zuletzt abgerufen am 16. März 2024.
73. ↑  Middle East respiratory syndrome coronavirus (MERS-CoV): Key Facts. Auf: who.int, Stand: 11. März 2019, zuletzt abgerufen am 31. Mai 2022.
74. ↑  WHO vigilant on new Middle East Respiratory Syndrome developments. WHO Eastern Mediterranean Regional Office, Kairo, 23. April 2014.
75. ↑  Soaring MERS Cases in Saudi Arabia Raise Alarms. Auf: sciencemag.org vom 2. Mai 2014.
76. ↑  Ziqi Zhou et al.: Phenotypic and genetic characterization of MERS coronaviruses from Africa to understand their zoonotic potential. In: PNAS, Band 118, Nr. 25, Juni 2021, e2103984118; doi:10.1073/pnas.2103984118 (englisch). Dazu:
 MERS-CoV just a few mutations away from becoming a pandemic threat. Auf: medicalxpress.com vom 8. Juni 2021.
77. ↑  Yanqun Wang et al.: Current understanding of middle east respiratory syndrome coronavirus infection in human and animal models. In: Journal of Thoracic Disease. Band 10, Suppl. 19, 2018, S2260–S2271; doi:10.21037/jtd.2018.03.80 (englisch).
78. ↑  Hinweise für die Labordiagnostik bei Verdacht auf schweres akutes Atemwegssyndrom aufgrund einer Infektion mit Middle East Respiratory Syndrome Coronavirus (MERS-CoV). Auf: rki.de, Stand: 13. März 2018, zuletzt abgerufen am 31. Mai 2022.
79. ↑  V. M. Corman et al.: Detection of a novel human coronavirus by real-time reverse-transcription polymerase chain reaction. In: Eurosurveillance, Band 17, Nr. 39, 2012; Volltext (PDF; 376 kB) (englisch)
80. ↑  V. M. Corman et al.: Assays for laboratory confirmation of novel human coronavirus (hCoV-EMC) infections. In: Eurosurveillance, Band 17, Nr. 9, 2012; Volltext (PDF; 977 kB) (englisch).
81. ↑  Middle East Respiratory Syndrome (MERS): Treatment. Auf: cdc.gov (US-Centers for Disease Control and Prevention), Stand: 2. August 2019, zuletzt abgerufen am 31. Mai 2022.
82. ↑  Emmie de Wit et al.: Middle East respiratory syndrome coronavirus (MERS-CoV) causes transient lower respiratory tract infection in rhesus macaques. In: PNAS, Band 110, Nr. 41, 2013; doi:10.1073/pnas.1310744110 (englisch).
83. ↑  Emmie de Wit et al.: Prophylactic and therapeutic remdesivir (GS-5734) treatment in the rhesus macaque model of MERS-CoV infection. In: PNAS, Band 117, Nr. 12, 2020. S. 6771–6776; doi:10.1073/pnas.1922083117 (englisch).
84. ↑  Darryl Falzarano et al.: Treatment with interferon-α2b and ribavirin improves outcome in MERS-CoV–infected rhesus macaques. In: Nature Medicine, Band 19, 2013, S. 1313–1317; doi:10.1038/nm.3362 (englisch).
85. ↑  Julie Dyall et al.: Repurposing of clinically developed drugs for treatment of Middle East Respiratory Coronavirus Infection. In: Antimicrobal Agents and Chemotherapy. Online-Veröffentlichung vom 19. Mai 2014; doi:10.1128/AAC.03036-14 (englisch).
86. ↑  
Fernando Almazán et al.: Engineering a Replication-Competent, Propagation-Defective Middle East Respiratory Syndrome Coronavirus as a Vaccine Candidate. In: mBio, Band 4, Nr. 5, 2013, e00650-13; doi:10.1128/mBio.00650-13 (englisch).
87. ↑  
Fei Song et al.: Middle East Respiratory Syndrome Coronavirus Spike Protein Delivered by Modified Vaccinia Virus Ankara Efficiently Induces Virus-Neutralizing Antibodies. In: Journal of Virology, Band 87, Nr. 21, 2013, S. 11950–11954; doi:10.1128/JVI.01672-13 (englisch). Dazu:
  - Luise Dirscherl: Medizin: Erster Impfstoffkandidat gegen neues Coronavirus. Ludwig-Maximilians-Universität München, Pressemitteilung vom 4. September 2013 beim Informationsdienst Wissenschaft (idw-online.de), abgerufen am 15. September 2015.
88. ↑  
Karuppiah Muthumani et al.: A synthetic consensus anti-spike protein DNA vaccine induces protective immunity against Middle East respiratory syndrome coronavirus in nonhuman primates. In: Science Translational Medicine, Band 7, Nr. 301, 2015, S. 301ra132; doi:10.1126/scitranslmed.aac7462 (englisch).
89. ↑  
Jincun Zhao et al.: Rapid generation of a mouse model for Middle East respiratory syndrome. In: PNAS, Band 111, Nr. 13, 2014, S. 4970–4975; doi:10.1073/pnas.1323279111 (englisch).
90. ↑  Anna Lundin, Ronald Dijkman, Tomas Bergström, Nina Kann, Beata Adamiak: Targeting membrane-bound viral RNA synthesis reveals potent inhibition of diverse coronaviruses including themiddle East respiratory syndrome virus. In: PLoS Pathog. Band 10, Nr. 5, 29. Mai 2014, e1004166; doi: 10.1371/journal.ppat.1004166 (englisch).
91. ↑  
Jincun Zhao et al.: Passive Immunotherapy with Dromedary Immune Serum in an Experimental Animal Model for MERS Coronavirus Infection. In: Journal of Virology, Online-Veröffentlichung vom 18. März 2015; doi:10.1128/JVI.00446-15 (englisch).
92. ↑  Till Koch, Gerd Sutter et al.: Safety and immunogenicity of a modified vaccinia virus Ankara vector vaccine candidate for Middle East respiratory syndrome: an open-label, phase 1 trial. In: The Lancet Infectious Diseases, Online-Publikation vom 20. April 2020; doi:10.1016/S1473-3099(20)30248-6 (englisch).
 Pedro M. Folegatti et al.: Safety and immunogenicity of a candidate Middle East respiratory syndrome coronavirus viral-vectored vaccine: a dose-escalation, open-label, non-randomised, uncontrolled, phase 1 trial. In: The Lancet Infectious Diseases, Online-Publikation vom 20. April 2020; doi:10.1016/S1473-3099(20)30160-2 (englisch).
93. ↑  2 Impfstoffe gegen MERS in Phase-1-Studie sicher. Auf: aerzteblatt.de vom 21. April 2020.
94. ↑  Bart L. Haagmans et al.: An orthopoxvirus-based vaccine reduces virus excretion after MERS-CoV infection in dromedary camels. In: Science, Band 351, Nr. 6268, 2016, S. 77–81; doi:10.1126/science.aad128 (englisch). Dazu:
New vaccine against Middle East respiratory syndrome virus MERS tested on dromedary camels. Auf: eurekalert.org vom 18. Dezember 2015